# Чисти понедељак
Чисти понедељак или чисти понеделник је први дан Ускршњег поста по Православном календару, са којим почиње Ускршња недеља. Пост који почиње Чистим понедељком подразумева уздржавање од мрсне хране и од рђавих мисли, жеља и дела, праштање, покајање, молитве и чињење добрих дела.

## Обичаји
Чисти понедељак је дан поста, али и дан одмора за хришћане. Пост траје 40 дана, то је број дана Христовог поста у пустињи. Празнује се 48 дана пре недеље Васкрсења Христовог, хришћанског Васкрса. Од тог дана, па наредних недељу дана се не пале огњишта и жене ништа не кувају, него се једе раније спремљена храна, а мушкарци једнониче, ништа не једу у току дана док се не смркне.  
На Чисти понедељак је уобичајено да се једу лагана (бесквасни хлеб направљен само за овај празник), салата и друга посна храна, углавном поврће, маслине као и чорба од пасуља без уља. 
До четвртка се не користи кашика, девојке не носе никакав накит, нигде се не игра и не пева. Увече је сва породица на окупу, а деца кокају кокице, што је многима једина вечера.
На Чисти понедељак женска чељад се спрема за овај велики хришћански празник и чисти кућу а деца и одрасли се купају, шишају и брију.
У већини домаћинстава у Србији на тај дан мењала се слама у сламарицама, јер се веровало да тога дана она нема бува. Истог дана су се сламарице и прале.
Први ко уђе у кућу на Чисти понедељак назива се „квочка”. У Републици Српској ту особу посаде „на легало”, прострту сламу поред огњишта, па је часте куваном ракијом и погачом.
Празник у Грчкој
Чисти понедељак, који у Грчкој носи назив Катара Дефтера (грч. Καθαρά Δευτέρα), тако  је назван јер се на тај дан хришћани духовно и физичко „чисте”. Према томе Катара Дефтера је ушла у свест људи као дан прочишћења. Тај дан је уобичајени празник који се интензивно обележава широм уз разне обичаје. 
У целој Грчкој је обичај да се тог дана једе лагана храна, односно бесквасни хлеб који се припрема само тог дана, затим тараме, алва, плодови мора, поврће, маслине и пасуљ на води. 
На овај дан, знатно касније настао је обичај пуштања змајева у небо, назван Кулума, у склопу кога се породично излази ван куће на неко излетиште, на обали мора или на село, чак и у паркове. Сви носе са собом посну храну, друже се, плешу и уживају у празнику и такмиче се чији ће папирни змај највише да узлети.
Чисти понедељак који у Грчкој носи назив Катара Дефтера, проглашен је националним празником 1955. године.